# Evert de Beijer
Evert de Beijer (Driehuis, 1953, - 
28 januari 2024) was een Nederlandse animator die voor zijn kleine oeuvre  vele prijzen in wacht sleepte.
Evert de Beijer studeerde aan de Rijksakademie van beeldende kunsten van Amsterdam en later aan de Nederlandse Filmacademie. In 1979 maakte hij zijn eerste filmpje Gerard over een hond.
De animatie Hotel Narcis won de vakmanschapsprijs op het Ottawa International Animation Festival in 1994.
De Karakters is een animatie over een stel in een kasteel wiens huis en leven wordt overgenomen door letters en muzieknoten en werd bestempeld als "Beste Nederlandse animatie van de twintigste eeuw" door de Dutch Animation Association (2000), maar won ook de eerste prijs op het Los Angeles Animation Celebration, de Gold Hugo op het Chicago International Film Festival én de Special Award for Graphic Design op het World Festival of Zagreb. Daarnaast ontving de animatie de Mention de qualité in het Centre national de la cinématographie van Parijs.
Na deze animatie krijgt Beijer aanbiedingen van onder andere Nike voor het maken van commercials.
Car Craze gaat over de vervuilende werking van auto's maar is geïnspireerd door zijn eigen liefde voor een auto die hij vroeger bezat. Voor deze animatie won hij de speciale juryprijs op het World Festival of Animated Film in Zagreb én de eervolle vermelding tijdens het Leipzig DOK festival.
In 2011 kreeg Beijer een eervolle vermelding op het Internationaal filmfestival van Berlijn tijdens de uitreiking van de Glazen Beer voor zijn korte animatie Get Real!. Over Get Real! dat gaat over een tiener die zichzelf verliest in een computerspel sprak de jury van het Filmfestival van Berlijn als zijnde "agressief, innovatief en explosief. Get Real! balanceert continu op de scheidslijn tussen abnormaliteit en genialiteit zoals we nog nooit eerder hebben gezien."

## Filmografie
- 2010 - Get Real!
- 2003 - Car Craze
- 1994 - Hotel Narcis
- 1986 - De Karakters (The Characters)
- 1979 - Gerard

- Gemeinsame Normdatei: 1147058822
- RKD-Nederlands Instituut voor Kunstgeschiedenis: 6006
- Union List of Artist Names: 500738374
- Virtual International Authority File: 4399151247993944270002